# Союз русинів і українців Хорватії

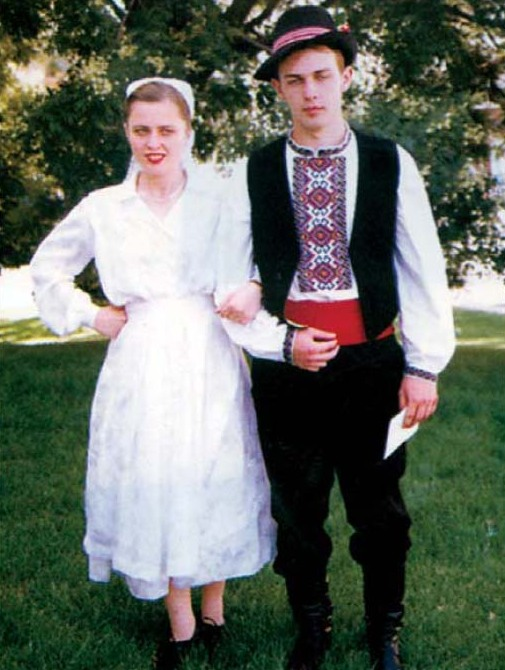
Національний русинський костюм членів Союзу русинів і українців Республіки Хорватія з Петрівців

Союз русинів-українців Хорватії (русин. Союз Русинох и Українцох Републики Горватскей, хорв. Savez Rusina i Ukrajinaca Republike Hrvatske, англ. Union of Ruthenians and Ukrainians of the Republic of Croatia) — союз культурно-освітніх товариств національних меншин  русинів та  українців у Хорватії, де до 1996 року вони були зареєстровані як єдина (спільна для обох народів) меншина. Заснований 1968 у Вуковарі (там і його осідок) з завданням плекати рідну мову, історію, мистецтво і фольклор.
Союз сприяв організації театральних і мистецьких гуртків, концертів, показів народного вбрання, ансамблів танку тощо; влаштовує традиційні культурно-мистецькі маніфестації. З 1970 видає журнал «Нова Думка». Співпрацює з іншими українськими товариствами колишньої Югославії.
Голова Союзу — Дубравка Рашлянін (Dubravka Rašljanin), заступник голови — Зденко Бурчак (Zdenko Burčak), ред-р ж-лу «Нова Думка» — Володимир Костельник.

## Склад
У роботі Союзу русинів і українців Республіки Хорватія до сьогодні бере активну участь від 500 до 1000 представників української та русинської національних меншин з неповних 5000 жителів  Хорватії українського та русинського походження. У складі Союзу діє вісім національних товариств з кількох хорватських міст, головним чином, зі  Славонії, а також і  Рієки. У рамках даної організації ведуть активну діяльність і представники інших меншин, які підтримують культурні традиції русинів і українців.
Союз русинів і українців Республіки Хорватія бере участь у численних фестивалях та інших культурних подіях у Хорватії та за кордоном. Він також налагодив успішне міжнародне співробітництво з іншими русинськими і українськими організаціями по всьому світу.

## Історія Союзу
У 1968 р. три культурно-мистецькі клуби з  Петрівців, Міклушевців та Вуковара заснували Союз русинів і українців Республіки Хорватія зі штаб-квартирою в Вуковарі. Незабаром після заснування до складу членів Союзу було включено культурно-освітнє товариство з Загреба та культурні товариства зі  Славонського Броду і Осієка. У часи війни за незалежність 1991—1995 рр. з допомогою Союзу було засновано культурні товариства в Липовлянах та Вінковцях.
Після цього Союз ініціював створення культурно-мистецьких осередків у Рієці, а згодом у селах Шумече та  Каніжа. До лютого 2008 року в рамках Союзу діяло загалом 13 культурних товариств, після чого 4 товариства з практичних міркувань відокремилися і заснували центральну організацію українців у Хорватії —  Українську громаду Республіки Хорватія, котра сьогодні об'єднує 10 українських культурно-просвітніх товариств.

## Діяльність і відзнаки
Союз русинів і українців в Республіці Хорватія вже довгий час співпрацює з відомими особами та установами материкової України. Зокрема, у статуті союзу записано, що русини в складі цієї організації вважають своєю прабатьківщиною Україну і тим самим відрізняються від тих русинів, які вважають, що не мають прабатьківщини.
2002 р. Союз видав книгу «Українці Хорватії», де представлена детальна історія громади в країні, починаючи з давніх часів.
Союз нині є членом Європейського та  Світового конґресу українців, а також Світової федерації українських лемківських організацій. У своїй роботі союз отримав ряд нагород, у тому числі і від президента  Степана Месича з нагоди 40-ї річниці 9 травня 2008 року. Правління союзу як і раніше міститься в Вуковарі.